# Kokšenga
La Kokšenga (in russo Ко́кшенга?) è un fiume della Russia europea settentrionale (oblast' di Vologda e di Arcangelo), affluente di sinistra della Ust'ja (bacino idrografico della Vaga).

## Descrizione
Il fiume è formato dalla confluenza dei fiumi Ileza (lungo 83 km) e Kortjuga (40 km) vicino al villaggio di Ilezskij Pogost (nel Tarnogskij rajon). Nel corso superiore scorre a sud-ovest, la larghezza del fiume è di 30-40 metri. Vicino al villaggio di Tarnogskij Gorodok, il fiume gira bruscamente a nord-ovest, direzione che mantiene fino alla foce. Nel medio corso scorre lento, formando numerose baie e lanche, le sponde sono in parte prive di alberi, in parte ricoperte da bosco misto. Nella parte inferiore dell'oblast' di Arcangelo, la corrente accelera, compaiono spaccature rocciose e piccole rapide. Qui il fiume scorre attraverso un'area disabitata, le rive sono boscose. Sfocia nella Ust'ja a 20 km dalla foce. Ha una lunghezza di 251 km, il suo bacino è di 5 670 km².
Il maggior affluente è l'Uftjuga (lungo 124 km) proveniente dalla sinistra idrografica.